# Асоціація футболу Гуаму
Футбольна асоціація Гуаму (англ. Guam Football Association) — керівний орган футболу в Гуамі, заснований у 1975 році.